# Plat-joint

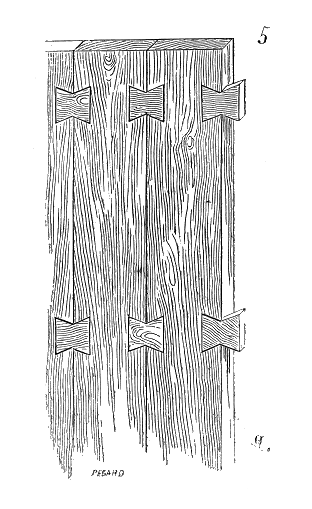
Assemblage chant sur chant à plat-joint par clés à queue d'aronde. « L’usage des languettes et embrèvements étant peu commun dans la menuiserie antérieure au XVe siècle, les membrures des huis, les madriers, sont souvent réunis par des queues d’aronde entaillées à mi-bois ». Dans Viollet-le-Duc, Dictionnaire raisonné de l'architecture française du, article « Aronde »

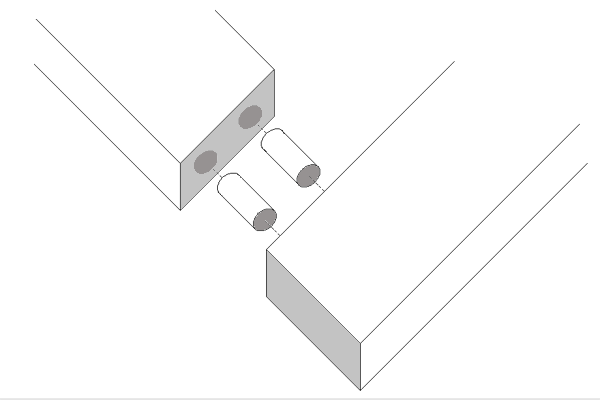
Un assemblage en angle à plat-joint chevillé.

Plat-joint désigne la jonction de deux pièces par simple juxtaposition, sans embrèvement. 
Plat-joint peut désigner un assemblage chant sur chant. Il consiste alors à réunir deux pièces de bois rive contre rive dans le sens de la longueur; il peut être renforcé par des clés et des tourillons, mais il peut aussi concerner des assemblages en angle appelés assemblages en angle à plat-joint. L’usage des languettes et embrèvements étant peu commun dans la menuiserie antérieure au XVe siècle, les membrures des portes, les madriers, sont souvent réunis par des clés à queues d’aronde entaillées à mi-bois.
Les bordages à franc-bord des navires sont assemblés à plat-joint. L'étanchéité est assuré par le calfatage.